# Châteauneuf-sur-Loire
Châteauneuf-sur-Loire [ʃɑtonœf syʁ lwaʁ] ist eine französische Stadt mit 8470 Einwohnern (Stand 1. Januar 2022) im Département Loiret in der Region Centre-Val de Loire. Sie gehört zum Arrondissement Orléans und ist Hauptort des Kantons Châteauneuf-sur-Loire. Die Gemeinde liegt am Ufer der Loire 25 Kilometer östlich von Orléans.
Seit 1991 unterhält Châteauneuf-sur-Loire eine Städtepartnerschaft mit Bad Laasphe.

## Geschichte

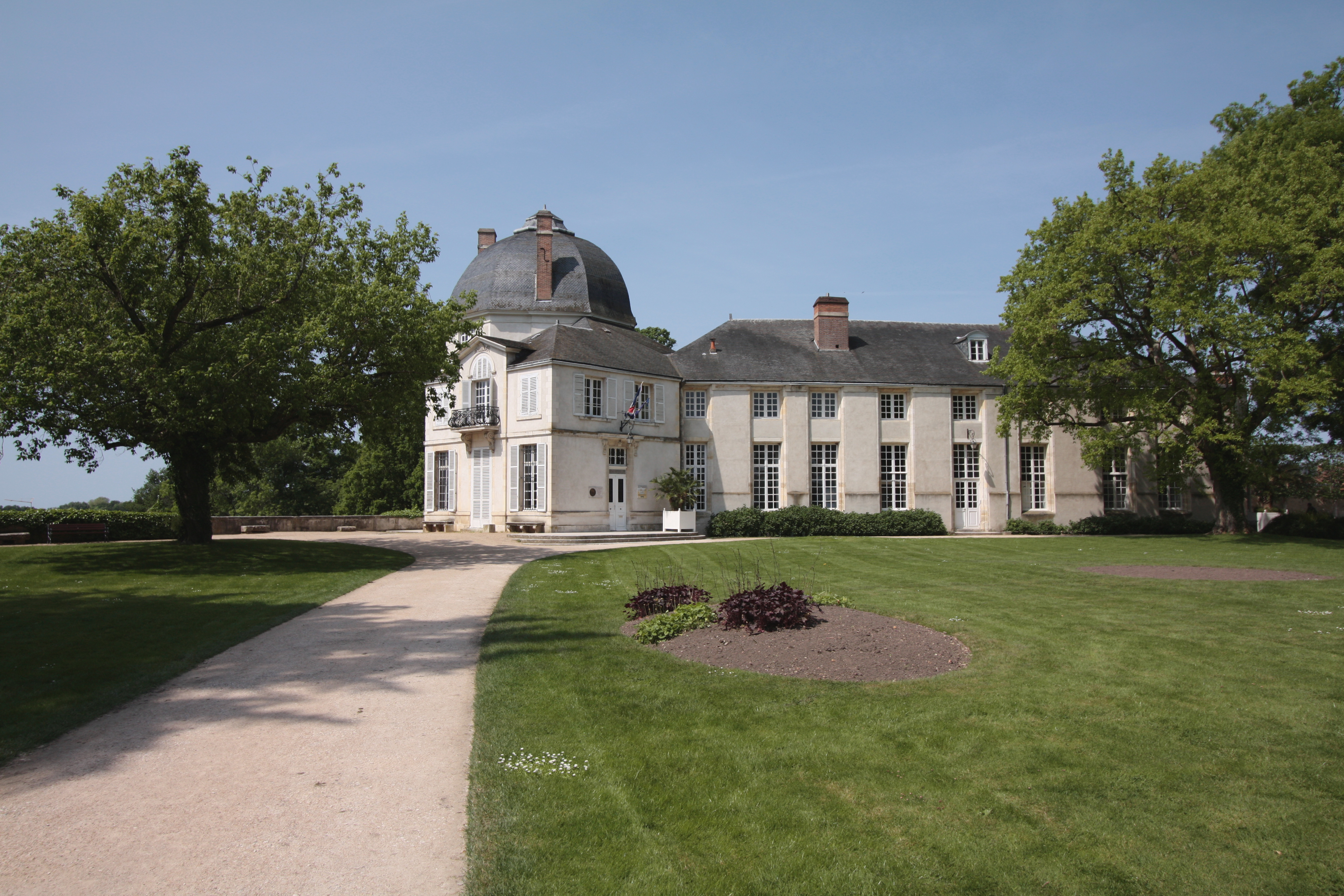
Das ehemalige Schloss dient jetzt als Rathaus und Museum

Châteauneuf-sur-Loire war aufgrund seiner Lage an der Loire und des mit der Schifffahrt verbundenen regen Handels schon in der Vergangenheit das wirtschaftliche Zentrum der Region und beliebter Aufenthaltsort der ersten Kapetinger. Im 11. Jahrhundert ließ Heinrich I. hier eine Feste errichten. Es war zu dieser Zeit das jüngste der königlichen Schlösser und erhielt deshalb den Namen „Château Neuf“, also „Neues Schloss“. 1328 starb an diesem Ort der letzte der Hauptlinie des Geschlechts der Kapetinger, Karl IV., der Schöne.
Die Festung diente später den Valois sowie den Herzögen von Orleans als Sitz. Ludwig XIV. verkaufte das Schloss 1646 an seinen Staatssekretär und Zeremonienmeister Louis I. Phélypeaux de La Vrillière (1598–1681), der die alte Anlage, von der noch Gräben und Befestigungsmauern erhalten sind, zum sogenannten „Kleinen Versailles“ umbaute. Das prachtvolle, von Domenico Guidi stammende barocke Marmorgrabmal Phélapeaux’ befindet sich in der sehenswerten, um 1600 errichteten Kirche Saint-Martial in Châteauneuf-sur-Loire.
Im 18. Jahrhundert gelangte das Schloss schließlich in den Besitz des Herzogs von Penthièvre, Enkel des Sonnenkönigs und Madame de Montespan, der es noch einmal erweiterte. Während der Französischen Revolution schon teilweise zerstört, ließ der Architekt, an den das Anwesen verkauft worden war, den Hauptflügel 1802 vollständig abreißen. Übrig geblieben sind lediglich die Wirtschaftsgebäude, die Orangerie, die Pavillons des Vorhofes und ein Achteckbau mit kuppelförmiger Haube. 1926 kaufte die Stadt das Gebäude und richtete dort das Rathaus und eine Schule ein.

## Bevölkerungsentwicklung
| Jahr                       | 1962 | 1968 | 1975 | 1982 | 1990 | 1999 | 2007 | 2018 |
| Einwohner                  | 4350 | 4850 | 5528 | 5998 | 6558 | 7032 | 7801 | 8176 |
| Quellen: Cassini und INSEE |      |      |      |      |      |      |      |      |

## Verkehr

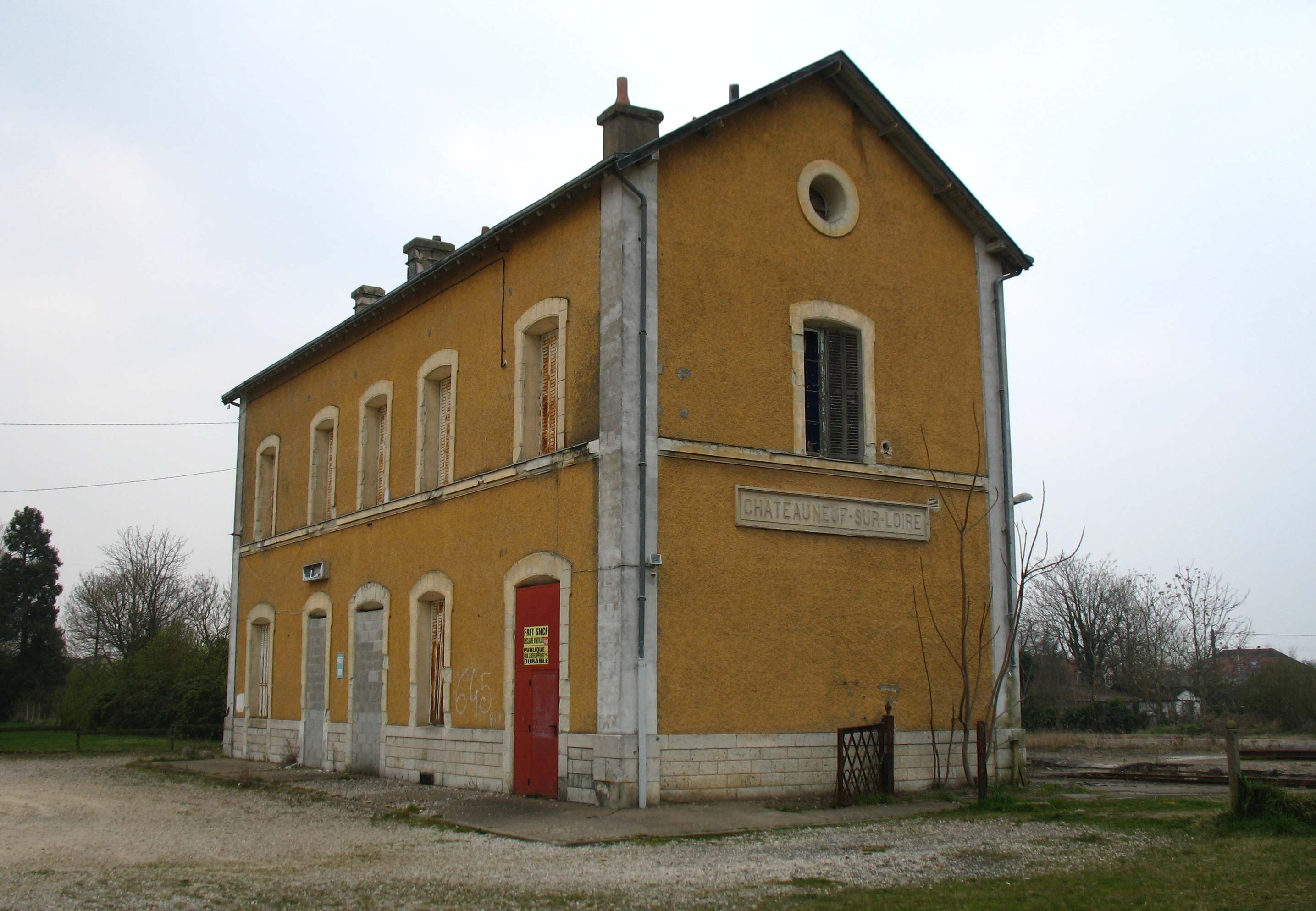
Empfangsgebäude des 1939 für den Personenverkehr stillgelegten Bahnhofs

Châteauneuf hat einen Bahnhof an der 1873 eröffneten Bahnstrecke Orléans–Gien. Der Personenverkehr wurde bereits im Mai 1939 eingestellt, für den Güterverkehr blieb die Strecke aber erhalten.
Durch Chateauneuf verlief die Route nationale 152, die zur Départementsstraße abgestuft wurde. Dieser in Ost-West-Richtung verlaufende Straßenzug trägt heute die Nummern D 960 und D 962. In jenen mündet in der Ortsmitte die D 2640 (ehemalige Route nationale 60). Die Straße über die 1903 eröffnete neue Loirebrücke wurde seinerzeit als Route nationale 152A in das Nationalstraßennetz integriert; heute trägt die nach Süden führende Straße die Bezeichnung D 11.
In einiger Entfernung verlaufen drei Autobahnen: im Norden die A 19 (nach Sens und Troyes) und im Westen die A 10 (Paris–Bordeaux) und die A 71 (Richtung Mittelmeer).

## Bauwerke

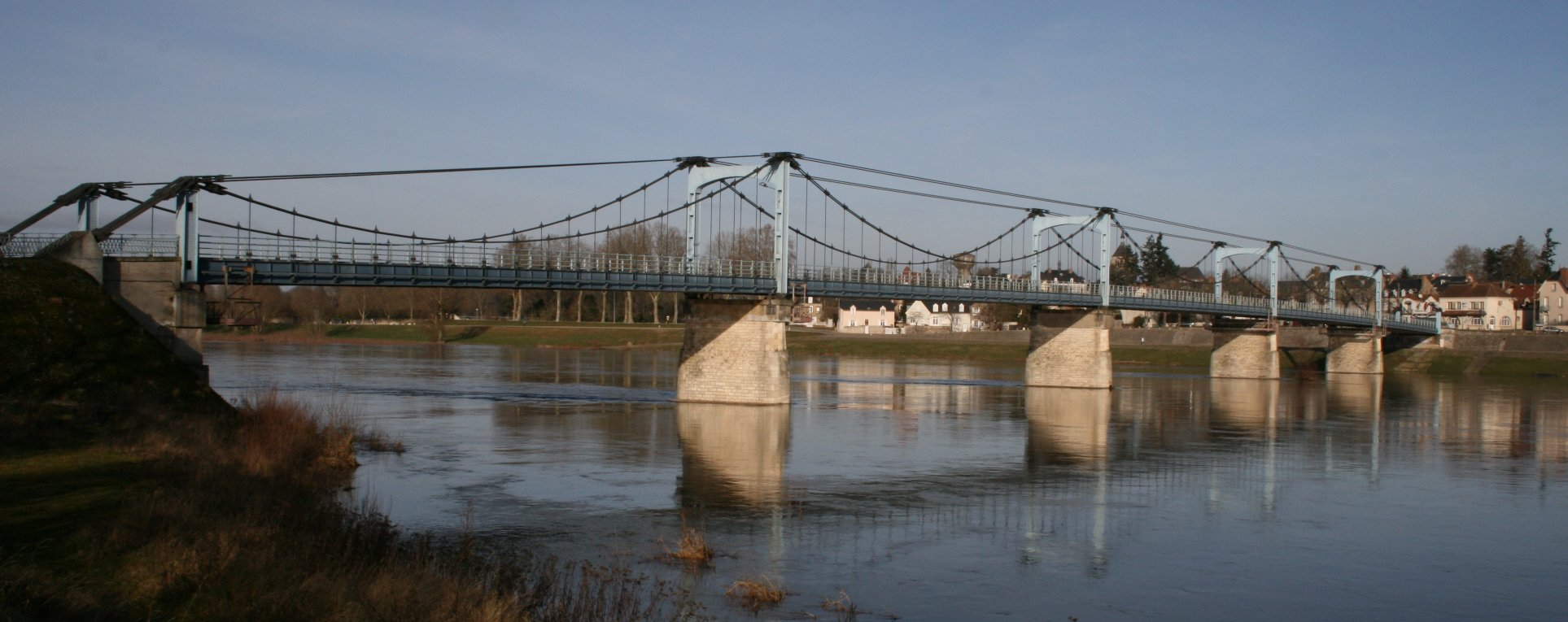
Hängebrücke über die Loire

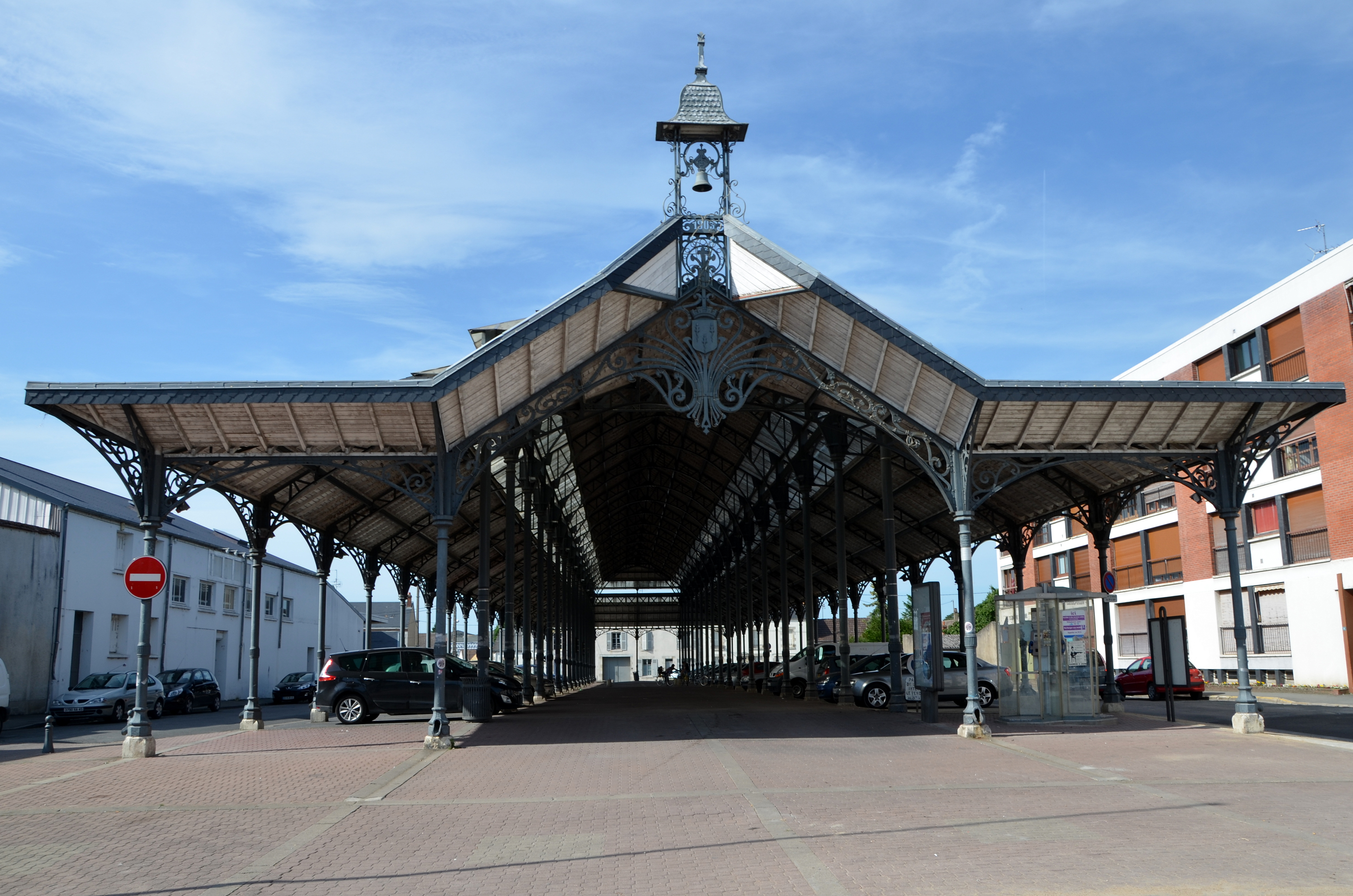
Nouvelle Halle

- Loirebrücke, erbaut zwischen 1837 und 1841, nach Zerstörung 1946 wiederaufgebaut
- Schloss Châteauneuf-sur-Loire
- Kirche Saint-Martial mit Turm aus dem 17. Jahrhundert
- Chapelle de la Bonne-Dame aus dem 12. Jahrhundert
- Bootshaus von 1844, 1854 an anderer Stelle wiederaufgebaut und als Lagerhalle für Getreide genutzt, denkmalgeschützt
- Nouvelle Halle: Markthalle aus dem Jahr 1902
- Versuchsstrecke der Hängebahn Safege Monorail

## Erhaltenes Ensemble am ehemaligen Schlossplatz
Vom ehemaligen Schlossplatz gelangt man über eine gestufte Terrasse mit Kanal, Freitreppe und Brücke hinunter zur Loire-Niederung und in den Park, der ursprünglich von André Le Nôtre angelegt worden war.
In den ehemaligen Pferdeställen ist das „Musée de la Marine de Loire“ untergebracht. Anhand von Gebrauchsgegenständen, Kleidern, Schmuck, Zimmermannswerkzeugen und einer Sammlung Fayencen aus Nevers wird die über Jahrhunderte andauernde Bedeutung der Loire als Wirtschaftsfaktor dargestellt. Am Kai liegen einige rekonstruierte alte Segelboote.
Hier wurden 1966 einige Szenen des Films Fahrenheit 451 gedreht, wobei auch die Safege Monorail Versuchsstrecke genutzt wurde.

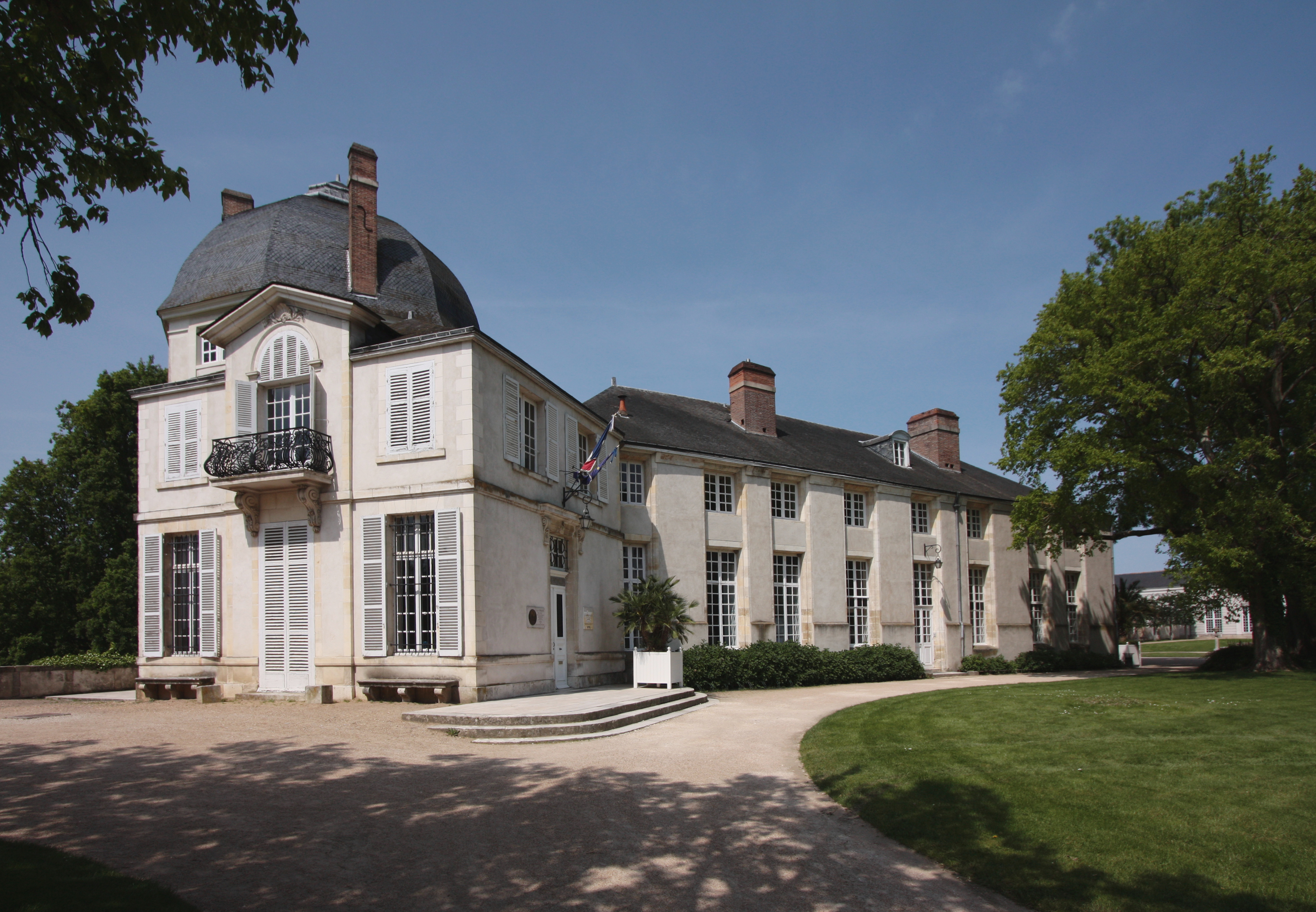
Eingangsbau des ehemaligen Schlosses
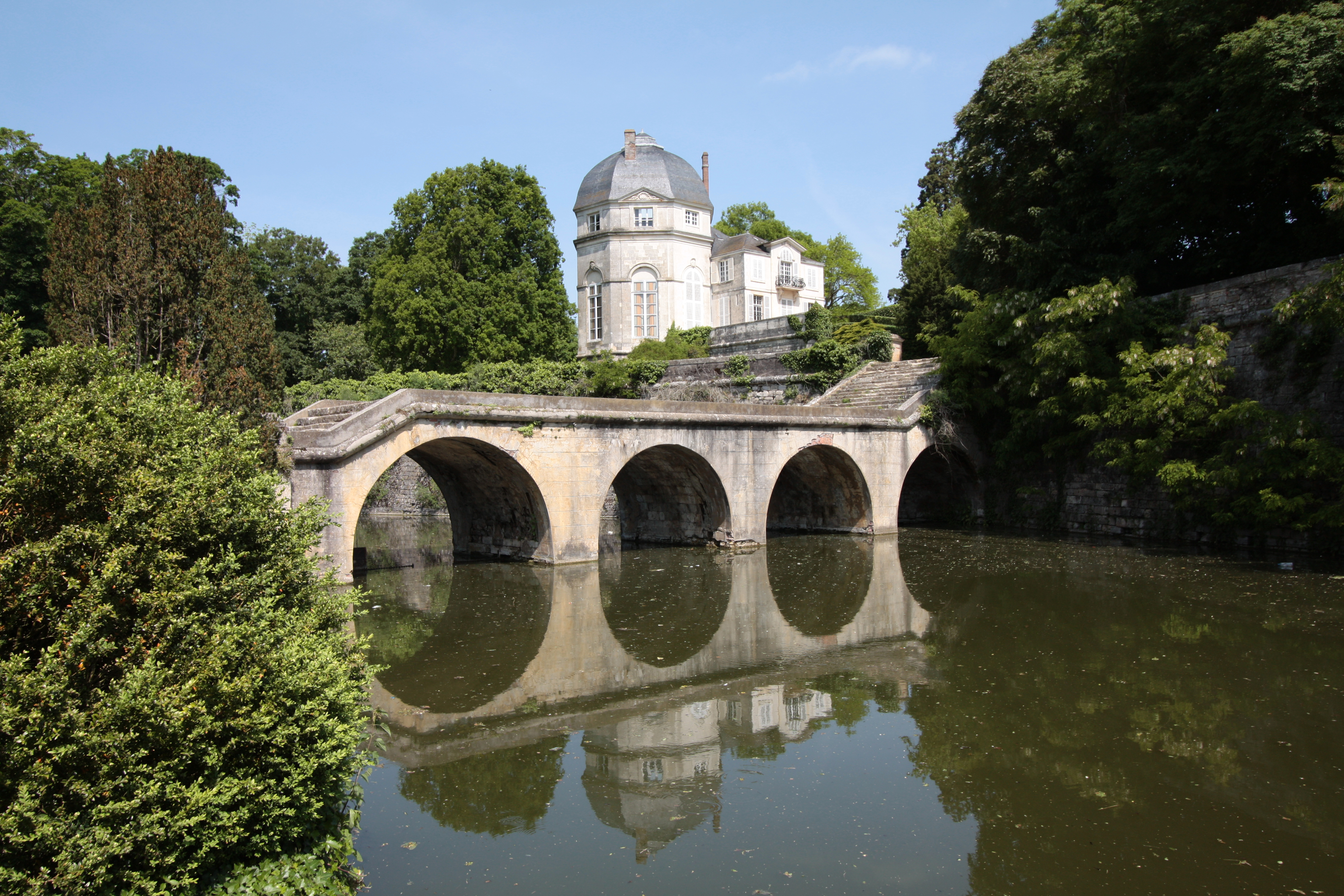
Schlosspark und Achteckbau mit kuppelförmiger Haube
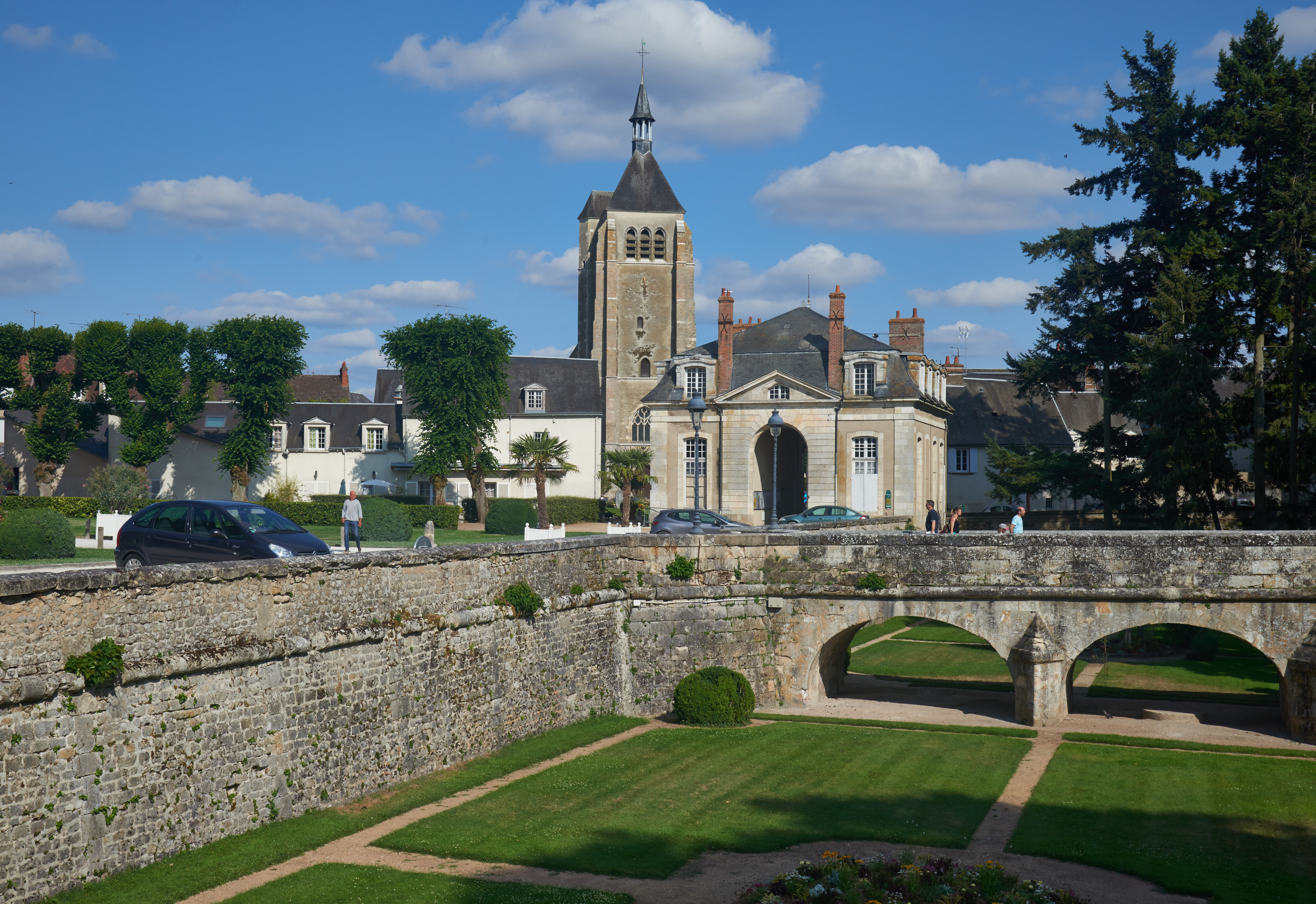
Parktor am Square du Général de Gaulle, im Hintergrund die Kirche Saint-Martial

## Persönlichkeiten
- Blanche von Frankreich (1328–1393), Tochter von König Karl IV. und Johanna von Évreux
- Maurice Genevoix (1890–1980), Schriftsteller, dessen Mutter aus Châteauneuf-sur-Loire stammte, verbrachte dort einen Teil seiner Jugend und lebte ab 1919 für neun Jahre in dem Ort